# Julie Bresset
Julie Bresset (n. 9 iunie 1989, Saint-Brieuc, Bretagne, Franța) este o ciclistă de performanță ce a reprezentat Franța, medaliată olimpică. A participat la o ediție a Jocurilor Olimpice (2012) în care a câștigat o medalie de aur.